# Dannhauser
Dannhauser è un centro abitato del Sudafrica, situato nella provincia del KwaZulu-Natal. 